# Lazar BVT
Der Lazar BVT ist ein minengeschützter, gepanzerter Truppentransporter (8×8) aus serbischer Produktion.

## Entstehungsgeschichte und Technik
Der Truppentransporter wurde 2008 der Öffentlichkeit in Serbien vorgestellt. Zuvor war die Rede von der Notwendigkeit neuer Truppenpanzer für die Armee, für die der russische BTR-90, der finnische Patria und der schweizerische Piranha in Frage kamen. Wann und in welcher Stückzahl der Lazar BVT beschafft werden soll, ist noch nicht entschieden.
Der Lazar BVT wurde in Anlehnung an das MRAP-Programm (Mine Resistant Ambush Protected) entwickelt und soll guten Unterbodenschutz sowie Achs- und Radschutz gegen Minen bieten. Die Panzerung erfüllt nach STANAG 4569 die Forderung der Klasse III an der Front und Klasse II an Seite und Hinterseite, mit Zusatzkomponenten Klasse V an der Front und Klasse IV an Seite und Hinterseite. Die Standardbewaffnung besteht aus einer MK 20 × 110 mm und einem MG 7,62 × 54 mm, optional ist auch eine andere Bewaffnung möglich.
2013 wurde mit dem (gegenwärtige Bezeichnung) Lazar 2 eine neue Version vorgestellt, die laut Hersteller die Eigenschaften eines MRAPs mit denen eines Radschützenpanzers vereinigen soll. Als Hauptbewaffnung dient nun eine 30-mm-Maschinenkanone, die seitlichen Schießluken wurden von zehn auf neun reduziert.

## Nutzer
Im Februar 2014 wurde bekannt, dass Pakistan mindestens zwanzig Lazar-2-Truppentransporter kaufen will. Die pakistanische Armee testet den Truppenpanzer bereits sieben Monaten, parallel zu seinen Konkurrenten aus der Türkei, den USA und Russland, wobei die Tests mit den höchsten Noten abgeschlossen worden sein sollen. Besonders beeindruckte die Prüfer, dass sich beim Lazar 2 während eines Tests mit scharfem Beschuss Vertreter des Herstellers im Fahrzeug aufhielten. Weitere Interessenten waren Bangladesch und der Irak, in Turkmenistan befinden sich Lazar 3 im Einsatz.